# Charles Riddy
Charles Riddy (ur. 3 marca 1885 w Toronto, zm. 11 czerwca 1979 w Nepean) – kanadyjski wioślarz i wojskowy, dwukrotny medalista olimpijski.
Wystąpił na igrzyskach olimpijskich w Londynie w 1908 roku, gdzie razem z Gordonem Balfourem, Becherem Gale'em i Geoffreyem Taylorem zdobył brązowy medal w czwórkach bez sternika. Wyprzedzili ich jedynie Brytyjczycy z osad Magdalen College Boat Club i Leander. Ponadto kanadyjska ósemka w składzie: Irvine Robertson, Joseph Wright, Julius Thomson, Walter Lewis, Gordon Balfour, Becher Gale, Charles Riddy, Geoffrey Taylor i Douglas Kertland zdobyła również brązowy medal. Na rozgrywanych cztery lata później igrzyskach olimpijskich w Sztokholmie wystartował w ósemkach, jednak Kanadyjczycy odpadli w eliminacjach.
Po wybuchu I wojny światowej wstąpił do Canadian Expeditionary Force, jednak zanim Riddy został wysłany do walki konflikt się zakończył. 